# Е
Е, Ее – szósta litera podstawowej cyrylicy przypisana zwykle dźwiękowi [e] albo [ʲe]. Na początku wyrazu zbieg dźwięków [je] jest wymawiany w języku rosyjskim, języku mongolskim i w języku białoruskim (polskie odpowiedniki: ie lub je). Pochodzi od greckiej litery Ε.

## Kodowanie
| Znak                   | Е                          | Е                          | е                        | е                        |
| ---------------------- | -------------------------- | -------------------------- | ------------------------ | ------------------------ |
| Nazwa w Unikodzie      | Cyrillic Capital Letter Ie | Cyrillic Capital Letter Ie | Cyrillic Small Letter Ie | Cyrillic Small Letter Ie |
| Kodowanie              | dziesiątkowo               | szesnastkowo               | dziesiątkowo             | szesnastkowo             |
| Unicode                | 1045                       | U+0415                     | 1077                     | U+0435                   |
| UTF-8                  | 208 149                    | d0 95                      | 208 181                  | d0 b5                    |
| Odwołania znakowe SGML | &#1045;                    | &#x0415;                   | &#1077;                  | &#x0435;                 |
| Macintosh Cyrillic     | 133                        | 85                         | 229                      | E5                       |
| ISO 8859-5             | 181                        | B5                         | 213                      | D5                       |
| Windows-1251           | 197                        | C5                         | 229                      | E5                       |
| Code page 855          | 169                        | A9                         | 168                      | A8                       |
| KOI8-R i KOI8-U        | 229                        | E5                         | 197                      | C5                       |